# Luomuhappo
Єре Гяккінен (нар. 1982), також відомий як Luomuhappo та Puukko-Jere — фінський музикант і музичний продюсер, один із засновників лейблу Freakdance Records. Він створює та випускає музику в стилях суомісаунді, псі-транс, брейкбіт і електро.

## Кар’єра
Гяккінен почав займатися музикою в середині 1990-х років за допомогою трекерів та грувбокса Roland MC-505. У 2001 році він випустив під іменем Espoon happo ja luomu своє перше саморобне демо на CD-R під назвою Juotsen kutsu. Воно було зроблене переважно за допомогою MC-505 і містило пісні в стилі псі-трансу, брейкбіту та всього від електро до давнтемпо. Також він поширював цей реліз через інтернет.
Далі Гяккінен змінив свій сценічний псевдонім на Luomuhappo, а в 2002 році випустив іще один промо-CD-R — Eurogorilla 2002 Transmutation Kit, створений на трекері. Альбом також містив ремікси пісень Huopatossu Mononen і Omituisten Otusten Kerho (O.O.K.). Це був перший запис, випущений на лейблі Freakdance Records.
Після цього в 2004 Freakdance Records випустив наступний альбом Luomuhappo — Pog-O-Matic Pogómen 3000000. Запис було видано накладом 700 примірників. У грудні 2005 Luomuhappo випустив наступний альбом під назвою Borealophitecus (з латини «північна мавпа») на касеті, з якої було виготовлено сто пронумерованих копій.
Навесні 2007 гонконзький лейбл Faerie Dragon випустив світове ліцензоване перевидання альбому Luomuhappo Pog-o-Matic Pogómen 3000000 у форматі диджипаку.
У 2007 Гяккінен перейшов до продюсування мінусівок для фінського реп-дуету Hulabaloo, використовуючи сценічний псевдонім Puukko-Jere. Дебютний альбом гурту з назвою Sirkusteltta було видано в травні 2008 на лейблі 3rd Rail Music.
У лютому 2012 Freakdance Records випустив альбом Luomuhappo під назвою Pallit ja Sielu. Його було видано на CD та поширено в цифровому форматі. Запрошеним гостем на цьому записі став фінський хіп-хоп виконавець Pyhimys із піснею Sputnik. Також альбом містить ремікс Luomuhappo на пісню Kappahalli гурту Trio Tetris.

### Соло
- Espoon Happo ja Luomu:
  - Juotsen kutsu (2001, CD-R)
- Luomuhappo:
  - Eurogorilla 2002 Transmutation Kit (2002, Freakdance Records, CD-R)
  - Pog-o-Matic Pogómen 3000000 (2004, Freakdance Records; перевидано в 2005, Faerie Dragon)
  - Borealophitecus (2005, Freakdance Records, касета)
  - Pallit ja sielu (2012, Freakdance Records)

### Збірники
- Pixie Ho (2003, FDCD03 (Freakdance Records)
- Seinähullu (2007, Peace And Love, Indigo Records)
- Jokamees Original (2008, Hippie Killer Collection, Hippie Killer Productions)
- Reisiharja Dub (2013, Uncontacted Awa, Random Records) [5]

### Продюсер
- Hulabaloo[fi]: Sirkusteltta (2008, 3rd Rail Music)
- Juno[en]: V-Tyyli (2010, Monsp Records)